# 小青鳉
小青鳉（学名：Oryzias minutillus）为青鳉科青鳉属的鱼类。分布于泰国以及澜沧江水系等，常见于坝塘或河滩积水处以及尤喜水质清新。该物种的模式产地在泰国。

## 扩展阅读
維基物種上的相關：小青鳉